# 砖塘镇
砖塘镇，是中华人民共和国湖南省衡陽市祁东县下辖的一个乡镇级行政单位。

## 历史
砖塘镇历史悠久，汉代于今镇中心设永昌县，三国时名相蒋琬出生于此，死后亦葬于此。

## 行政区划
砖塘镇下辖以下地区：
烟河岭村、长滩桥村、袁家岭村、漆塘村、江溪口村、太平桥村、成家岭村、湖塘村、长坝塘村、车元村、东村、双江村、对塘村、曾家塘村、先锋坳村、鲁家桥村、欧阳村、青云村、秧塘排村、百岁门村、渡头桥村、担干山村、丁罡山村、谢家冲村、红日山村、狭口村、龙丰村、水溪桥村、包圣殿村、白合桥村、黄丫桥村、路亭岭村、羊角圹村、马坪山村、石山堰村、凤坪村和候塘村。